# Нижнє Бабаларово
Нижнє Бабала́рово (рос. Нижнее Бабаларово, башк. Түбәнге Баба) — село у складі Куюргазинського району Башкортостану, Росія. Входить до складу Якшимбетовської сільської ради.
Населення — 230 осіб (2010; 225 в 2002).
Національний склад:
- башкири — 99%